# Харківський квартет бандуристів

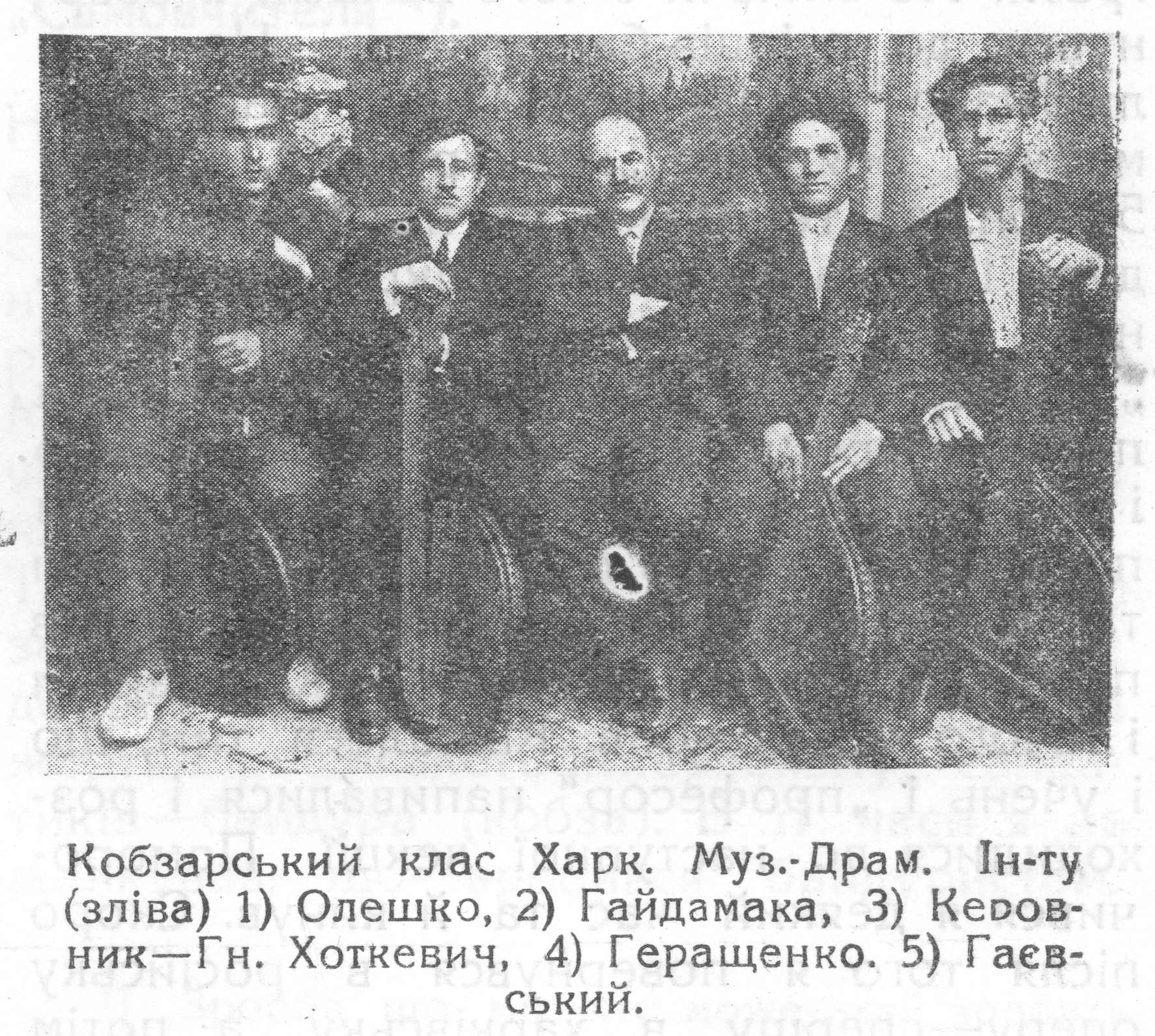
Харківський квартет бандуристів
Харківський квартет бандуристів був створений Г. Хоткевичем на базі перших студентів класу бандури Харківського Муз-драм Інституту в 1927 р. Учасники квартету були Леонід Гайдамака, О. Геращенко, Я. Гаєвський та І. Олешко.
Для них Г. Хоткевич створив унікальний репертуар інструментальних творів, між ними «Терціальний етюд», Фантазія на теми «А до мене Яків приходив», Концертний етюд на три пальці і т.д. Квартет відрізнявся в тім що кожний учасник володів харківським способом гри на бандурі, а твори використали найрізноманітніші можливости харківського типу бандури.
Квартет виступав на радіо та з концертами наслідуючи манеру виконання смичкових квартетів переважно в м. Харкові. Ансамбль перестав існувати в 1932 коли деяких учасників заарештували.